# Supaplex
Supaplex est un jeu vidéo d'action et de labyrinthe développé par Think!Ware Development et édité par Dream Factory, sorti en 1991 sur DOS et Amiga. Il s'agit d'un clone de Boulder Dash.

## Accueil
- Aktueller Software Markt : 7/12[1]
- Amiga Action : 84 %[2]
- Amiga Joker : 39 %[3]
- Amiga Power : 29 %[4]